# Szenna
Szenna è un comune dell'Ungheria di 1 000 abitanti (dati 2008) situato nella contea di Somogy, nell'Ungheria centro-occidentale.